# Arunda amazonica
Arunda amazonica är en fjärilsart som beskrevs av Butler 1878. Arunda amazonica ingår i släktet Arunda och familjen tandspinnare. Inga underarter finns listade i Catalogue of Life.